# Cappella Ulloa
La cappella Ulloa è una delle chiese monumentali di  Napoli; è sita nel centro storico della città, in piazzetta Cappelluccia, nella zona del Cavone.

## Storia
L'antica struttura di culto, risalente alla seconda metà del XVI secolo, è sorta grazie alla presenza di una potente famiglia nobiliare dell'epoca, ergo gli Ulloa Severino: in particolare grazie alle concessioni di Antonio Ulloa Severino e della sua consorte Agata Pettinato. 
Il figlio Erasmo ottenne da Carlo III il titolo di marchese "de Ulloa" nel 1752 ed il discendente Giovanni Ulloa Severino fu componente della "Compagnia delle Reali Guardie del Corpo", come è attestato dai decreti del 1899 e del 1921. La storia di questo edificio è presente anche nell'Archivio storico Diocesano di Napoli, facendo riferimento ad altri suoi proprietari. 
La famiglia è entrata, nel 1922, a far parte dell'albo ufficiale delle famiglie nobiliari.
Da quanto pervenuto, oggi nella struttura non vi si celebrano più le messe, ma viene comunque usata per scopi religiosi: infatti ospita l'associazione cattolica di Sant'Anna e Crocifisso che si occupa di beneficenza. Il fabbricato contiene ancora tracce architettoniche del suo antico passato (specie nell'interno); la facciata è molto semplice, caratterizzata da una coppia di paraste e da una torretta campanaria con basamento marmoreo e con archetto a sesto acuto posto alla sommità.